# Helenites SC
El Helenites SC es un equipo de fútbol de las Islas Vírgenes Estadounidenses que juega en el Campeonato de fútbol de las Islas Vírgenes Estadounidenses, el torneo de fútbol más importante del país.

## Historia
Fue fundado en el año 1990 en la ciudad de Groveplace en la isla de Saint-Croix y forma parte de la Liga Regional de Saint-Croix, una de las dos ligas que componen el fútbol en las Islas Vírgenes Británicas.
Es el equipo más ganador de la liga regional, ya que cuenta con 14 títulos, clasificando para el torneo nacional en 5 ocasiones, siendo uno de los equipos con más participaciones en la fase nacional, aunque solamente han ganado el título nacional en 2 de ellas.
A nivel internacional han participado en un torneo continental, en el Campeonato de Clubes de la CFU 2007, en la cual fue eliminado en la primera ronda clasificatoria.

## Palmarés
- Campeonato de fútbol de las Islas Vírgenes Estadounidenses: 2

2006/07, 2011/12
- Liga Regional de Saint-Croix: 18

1997-98, 1999-00, 2000-01, 2001-02, 2002-03, 2003-04, 2004-05, 2005-06, 2006-07, 2007-08, 2008-09, 2010-11, 2011-12, 2013-14, 2014-15, 2015-16, 2016-17, 2022-23

## Participación en competiciones de la Concacaf
| Temporada | Torneo                         | Ronda | Club            | Resultado |
| --------- | ------------------------------ | ----- | --------------- | --------- |
| 2007      | Campeonato de Clubes de la CFU | 1     | SV Leo Victor   | 0-4       |
| 2007      | Campeonato de Clubes de la CFU | 1     | Portmore United | 0-2       |